# This Tuesday in Texas
This Tuesday in Texas foi um evento pay-per-view produzido pela World Wrestling Federation. Aconteceu no dia 3 de dezembro de 1991em San Antonio, Texas. O evento foi uma tentativa da WWF se estabelecer a terça-feira (em inglês Tuesday), como uma segunda noite para a realização de PPV. O resultado foi péssimo, pois os níveis de compra foram os mais baixos já registrados até aquela época, rendendo um buyrate de 1.0. Treze anos depois, a WWE tentou novamente esta tática com o PPV Taboo Tuesday.

## Resultados
Números entre parênteses indicam a duração da luta
- Dark match: The Harris Brothers (Don e Ron) ganharam de Brian Donahue e Brian Costello
- Dark match: Sir Charles venceu Dale Wolfe
  - Charles fez o pin em Wolfe.
- Dark match: Chris Walker defeated Brian Lee
  - Walker venceu Lee.
- Dark match: Chris Chavis venceu JW Storm
  - Chavis fez o pin em Storm.
- Dark match: Ric Flair venceu Roddy Piper
  - Flair fez o pin em Piper após colocar seus pés nas cordas.
- Bret Hart venceu Skinner para permanecer com o WWF Intercontinental Championship (13:46)
  - Hart forçou Skinner a desistir após um sharpshooter.
- Randy Savage venceu Jake Roberts (6:25)
  - Savage fez o pin em Roberts após um flying elbow drop
- Davey Boy Smith venceu The Warlord (c/Harvey Wippleman) (12:45)
  - Smith fez o pin em Warlord.
- Ted DiBiase e The Repo Man (c/Sensational Sherri) venceram Tito Santana e Virgil (11:28)
- Hulk Hogan venceu The Undertaker (c/Paul Bearer) para vencer o WWF Championship (13:09)
  - Hogan fez o pin em Undertaker com um roll-up